# De diepte
De diepte (niederländisch für „Die Tiefe“) ist ein niederländischsprachiger Popsong, der von der niederländischen Sängerin S10 und Arno Krabman geschrieben wurde. Mit dem Titel vertrat S10 die Niederlande beim Eurovision Song Contest 2022 in Turin.

## Hintergründe
Im Dezember 2021 gab die niederländische Rundfunkanstalt AVROTROS bekannt, dass S10 die Niederlande beim kommenden Eurovision Song Contest vertreten werde. Der Titel De diepte wurde von der Sängerin mit Arno Krabman geschrieben und produziert.

## Inhaltliches
Die Sängerin bezeichnet den Titel als „Ode an die Traurigkeit“ und die Erinnerungen, die man mit sich trage. Jeder mache in seinem Leben schwierige Erfahrungen. Dies sei etwas, das alle Menschen teilen würden. De diepte ist ein langsamer Titel mit minimaler Instrumentierung; im ersten Teil wird die Sängerin von Gitarre und E-Piano begleitet, nachgefolgt von Perkussionsinstrumente ab Beginn des Refrains. Zum Ende des Liedes verringert sich die Dynamik wieder auf das Ausgangsniveau zu Beginn.

## Veröffentlichung
Der Titel wurde am 3. März 2022 erstmals der Öffentlichkeit präsentiert. Das Musikvideo entstand unter der Leitung von Cas Mulder.

## Kommerzieller Erfolg
| ChartsChartplatzierungen  | Höchstplatzierung | Wochen |
| ------------------------- | ----------------- | ------ |
| Niederlande (Media Markt) | 1 (17 Wo.)        | 17     |

## Beim Eurovision Song Contest
Den Niederlanden wurde ein Platz in der ersten Hälfte des ersten Halbfinals des Eurovision Song Contest 2022 zugelost, welches am 10. Mai stattfand. Am 29. März wurde bekanntgegeben, dass das Land die Startnummer 8 erhalten hat. Das Land konnte sich erfolgreich für das Finale qualifizieren und erhielt die Startnummer 11. Im Finale am 14. Mai erreichten die Niederlande mit insgesamt 171 Punkten den elften Platz.